# Ballads & Blues 1982-1994
Ballads & Blues 1982-1994 es un álbum recopilatorio del guitarrista norirlandés de blues rock y hard rock Gary Moore, publicado en 1994 a través del sello Virgin Records. Como su nombre lo dice posee solamente baladas, popularmente conocidas como power ballad y temas de blues, tomados de sus distintos discos desde 1982. De igual manera contiene tres temas nunca antes lanzados, canciones en versión sencillo y la pista en vivo «Parisienne Walkways».
Obtuvo el puesto 33 en la lista UK Albums Chart del Reino Unido y el lugar 14 en la lista Top Blues Albums de los Estados Unidos. Cabe señalar además que del disco se extrajo el tema «One Day», que fue publicado como sencillo a fines de 1994. Además, en 1995 fue certificado con disco de oro por la British Phonographic Industry, luego de superar las 100 000 copias vendidas.

## Lista de canciones
| N.º | Título                                              | Escritor(es)       | Duración |  |
| 1.  | «Always Gonna Love You»                             | Moore              | 3:54     |  |
| 2.  | «Still Got the Blues (For You)» (versión sencillo)  | Moore              | 4:10     |  |
| 3.  | «Empty Rooms» (versión sencillo)                    | Moore, Neil Carter | 4:15     |  |
| 4.  | «Parisienne Walkways» (en vivo)                     | Moore, Phil Lynott | 6:47     |  |
| 5.  | «One Day» (canción inédita)                         | Moore              | 4:00     |  |
| 6.  | «Separate Ways»                                     | Moore              | 4:54     |  |
| 7.  | «Story of the Blues»                                | Moore              | 6:39     |  |
| 8.  | «Crying in the Shadows»                             | Moore              | 5:00     |  |
| 9.  | «With Love (Remember)» (canción inédita)            | Moore              | 7:05     |  |
| 10. | «Midnight Blues»                                    | Moore              | 4:58     |  |
| 11. | «Falling in Love With You» (versión sencillo)       | Moore              | 4:05     |  |
| 12. | «Jumpin' at Shadows»                                | Duster Bennett     | 4:21     |  |
| 13. | «Blues for Narada» (canción inédita - instrumental) | Moore              | 7:40     |  |
| 14. | «Johnny Boy»                                        | Moore              | 3:11     |  |